# Gambia (Fluss)
Der 1120 Kilometer lange Gambia (Ba Dimma, auch Fura ‚Fluss‘) ist einer der Hauptströme in Westafrika. Der Staat Gambia ist nach dem Fluss benannt, der zur Hälfte auf dessen Staatsgebiet fließt.

## Flusslauf
Der Gambia entspringt im Bergland von Fouta Djallon in einem Talschluss an der Nordflanke eines 1200 Meter aufragenden Berggipfels rund zehn Kilometer nördlich von Labé (Nord-Guinea). In diesem Bergland entspringen weiter südlich auch die Flüsse Senegal und Niger.
Der Gambia fließt zunächst in allgemeiner Nordrichtung durch die Region Labé zur Grenze von Senegal. Weiter geht es dann in nordwestlicher Richtung durch die Regionen Kédougou und Tambacounda. Dabei durchquert der Fluss den Nationalpark Niokolo-Koba. Der erste namhafte Nebenfluss, den er aufnimmt, ist von rechts der Niokolo Koba, gefolgt vom Niéri Ko und dem einzigen großen linken Zufluss Koulountou. Bei Barra Kunda verlässt der Gambia das Bergland und tritt mit Stromschnellen, den Barrakunda-Fällen, in die breite und ebene Küstenzone ein, um dieselbe in vielfachen Windungen zu durchziehen.
Das Staatsgebiet von Gambia ist bei Fatoto erreicht. Hier nimmt der Fluss von Norden noch den Sandugu Bolong (in Senegal als Sandougou bekannt) auf. Die Mündung in den Atlantischen Ozean bei Banjul, der Hauptstadt von Gambia, hat die Form eines sogenannten Ästuars (Mündungstrichters). Sie liegt zwischen Cape St. Mary und Jinnak Bolon (Senegal) und hat eine Breite von ungefähr 22 Kilometern.

## Gewässerdaten

### Abfluss

#### Trocken- und Regenzeit
Bei Fattatenda hat der Fluss selbst in der Trockenzeit, die von Dezember bis April dauert, bei 100 Metern Breite eine Tiefe von vier bis sechs Metern, während er in der Regenzeit einen zwölf bis 16 Meter höheren Stand erreicht.
In der Trockenzeit dringt das Salzwasser des Atlantiks, ähnlich den Nachbareinzugsgebieten des Casamance, Saloum und früher auch des Senegals, tief in das Land vor, wodurch sich das Flusswasser dann nur bedingt zu Bewässerungszwecken eignet. Dies variiert sehr stark zwischen 75 und 255 km (1973–1986).
In der Regenzeit überschwemmt der Gambia von Barrakunda an das ganze Flachland weit und breit und lässt dabei einen ähnlich befruchtenden Schlamm zurück wie der Nil; dann dringt das Süßwasser des Gambia einige Kilometer weit in den Ozean vor.
Im unteren Diagramm sind die Distanzen  für den Zeitraum 1973 bis 1986 (während der Dürre im Sahel) im Mittel angegeben.
| Salinitätsgrenze (Km oberhalb der Mündung, 1973–1986)                          | Salinitätsgrenze (Km oberhalb der Mündung, 1973–1986) | Salinitätsgrenze (Km oberhalb der Mündung, 1973–1986) | Salinitätsgrenze (Km oberhalb der Mündung, 1973–1986) | Salinitätsgrenze (Km oberhalb der Mündung, 1973–1986) |
| ------------------------------------------------------------------------------ | ----------------------------------------------------- | ----------------------------------------------------- | ----------------------------------------------------- | ----------------------------------------------------- |
| Monat                                                                          |                                                       |                                                       |                                                       | Km                                                    |
| Jan.                                                                           | Jan.                                                  |                                                       | 150                                                   | 150                                                   |
| Feb.                                                                           | Feb.                                                  |                                                       | 168                                                   | 168                                                   |
| März                                                                           | März                                                  |                                                       | 187                                                   | 187                                                   |
| April                                                                          | April                                                 |                                                       | 207                                                   | 207                                                   |
| Mai                                                                            | Mai                                                   |                                                       | 226                                                   | 226                                                   |
| Juni                                                                           | Juni                                                  |                                                       | 238                                                   | 238                                                   |
| Juli                                                                           | Juli                                                  |                                                       | 233                                                   | 233                                                   |
| Aug.                                                                           | Aug.                                                  |                                                       | 199                                                   | 199                                                   |
| Sept.                                                                          | Sept.                                                 |                                                       | 155                                                   | 155                                                   |
| Okt.                                                                           | Okt.                                                  |                                                       | 126                                                   | 126                                                   |
| Nov.                                                                           | Nov.                                                  |                                                       | 123                                                   | 123                                                   |
| Dez.                                                                           | Dez.                                                  |                                                       | 134                                                   | 134                                                   |
| Datenquelle: Sub-Saharan Africa Hydrological Assessment West African Countries |                                                       |                                                       |                                                       |                                                       |

#### Hydrometrie
Seine Mündung, ein Ästuar, ist den Gezeiten unterworfen. Es gibt Quellen, die behaupten, dass bei Ebbe-Flut-Wechsel maximal zwischen 30.000 und 45.000 m³/s durch die Mündung fließen.
Die durchschnittliche monatliche Durchströmung des Gambias, gemessen an der hydrologischen Station bei Gouloumbo (Senegal) in m³/s, ist hier exemplarisch (Jahr 1980/81) dargestellt.

### Flusslänge
Die Länge des 1120 Kilometer langen Gambia wird in den verschiedensten Nachschlagewerken teils auch auf 1127 oder 1130 Kilometer beziffert.

### Einzugsgebiet

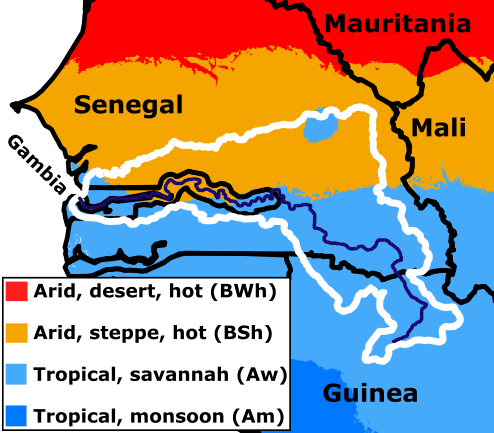
Klimabedingungen im Einzugsgebiet des Gambia

Das Einzugsgebiet des Gambias hat, je nach Quelle, eine Fläche von 69.536 bis 77.054 km². Es nimmt fast den gesamten Staat Gambia auf. Allerdings befindet sich der größte Teil im benachbarten Senegal. Sein meistes Wasser bezieht er aus den Fouta Djallon in Guinea. Das Einzugsgebiet teilt sich wie folgt auf:
| Staat         | Einzugsgebiet der Landesfläche in [km²] | Prozent der Fläche des Einzugsgebiets | Prozent der Landesfläche |
| ------------- | --------------------------------------- | ------------------------------------- | ------------------------ |
| Senegal       | 54.631                                  | 70,9                                  | 27,8                     |
| Guinea        | 11.866                                  | 15,4                                  | 4,8                      |
| Gambia        | 10.556                                  | 13,7                                  | 93,5                     |
| Guinea-Bissau | 16                                      | 0,021                                 | 0,04                     |
| Gesamt        | 77.054                                  | 100,0                                 |                          |

Inwieweit sich das Einzugsgebiet tatsächlich auf Guinea-Bissau erstreckt, ist abhängig vom Messverfahren. In vielen Quellen wird dies nicht bestätigt.

### Nebenflüsse

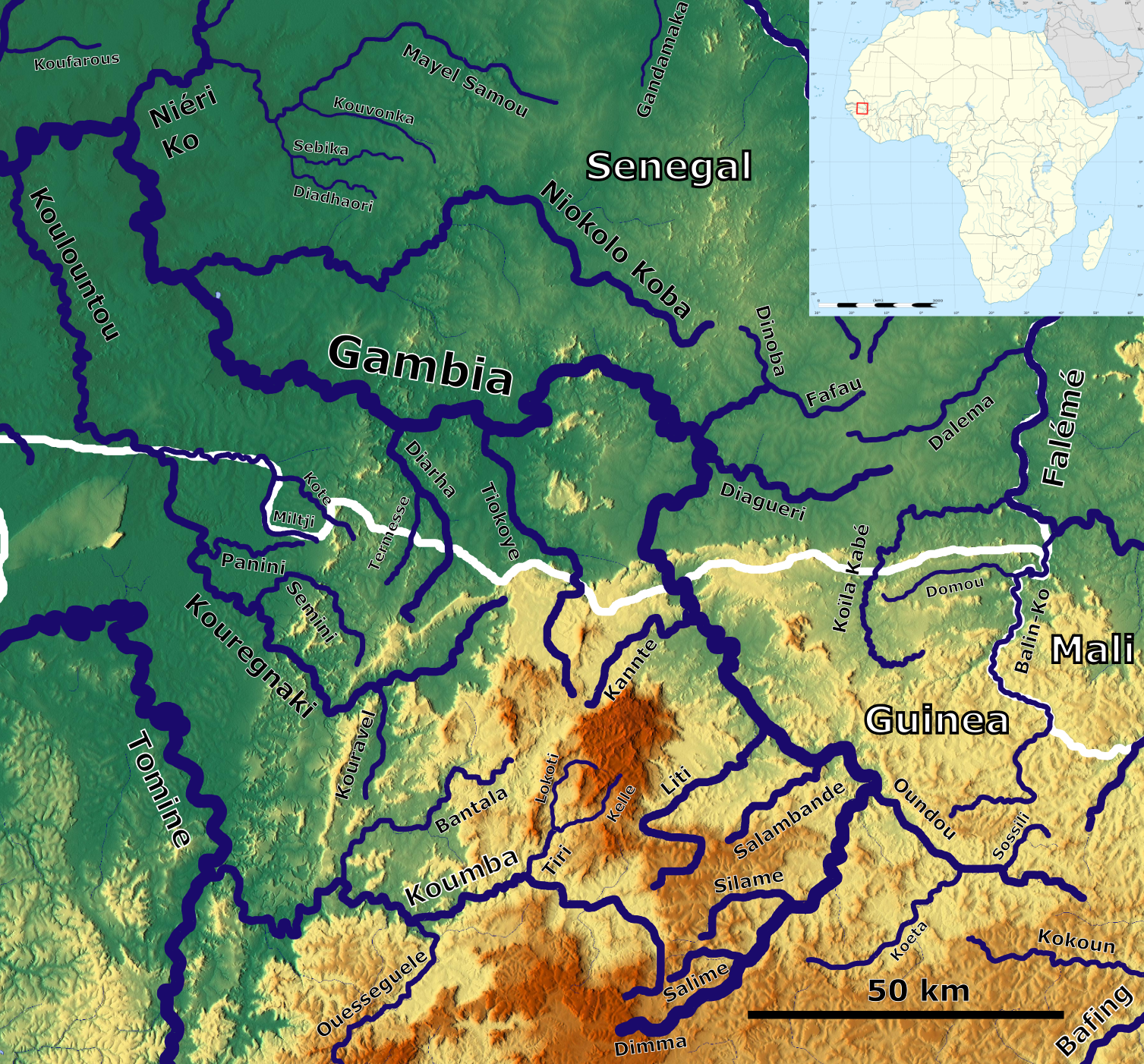
Oberlauf des Gambia

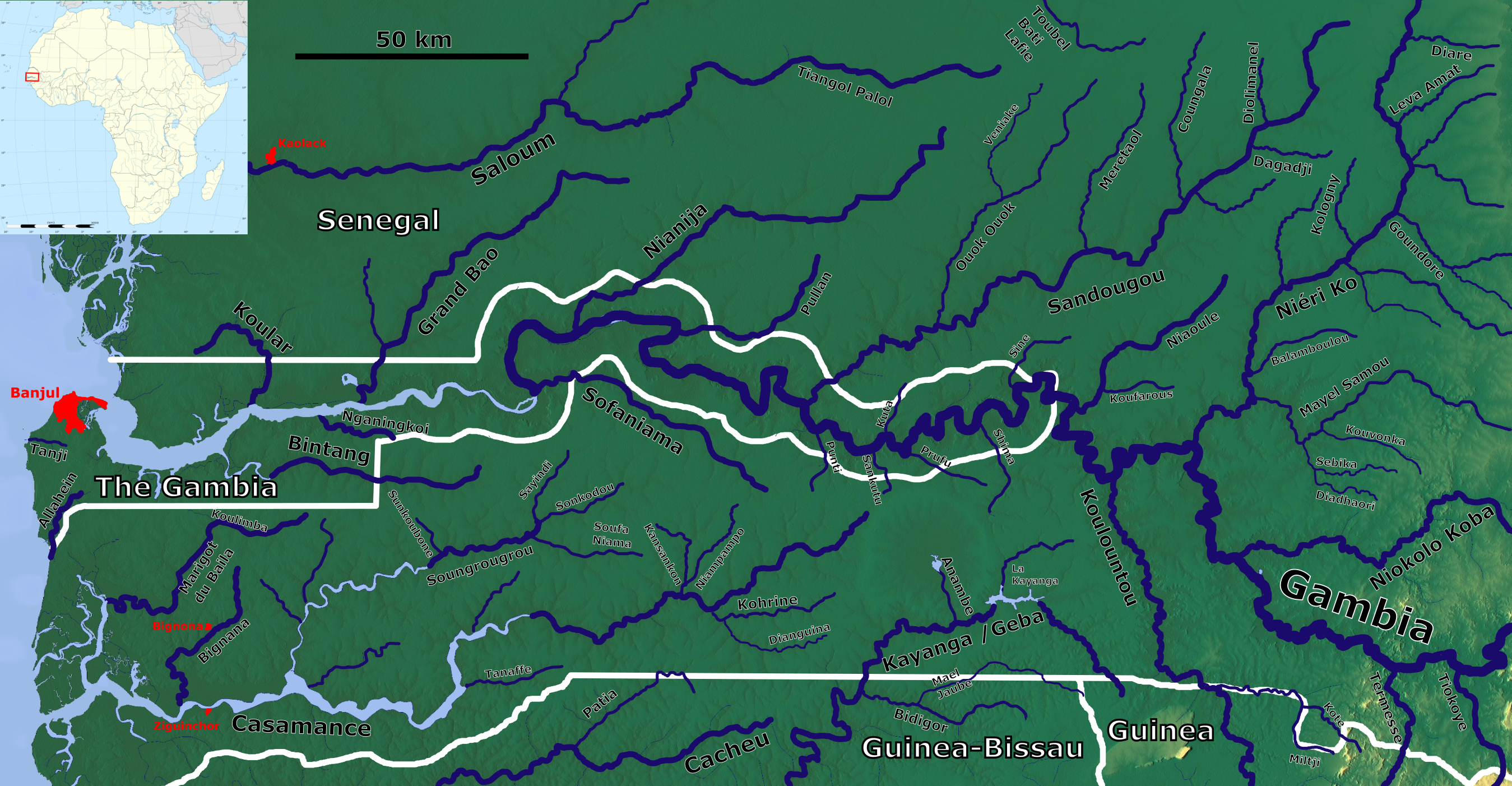
Unterlauf des Gambia

Viele der Nebenflüsse des Gambia sind saisonal. Insbesondere die aus dem Norden und Osten kommenden Flüsse führen zum Teil nur wenige Monate im Jahr Wasser.
Eine Besonderheit gibt es bei der Einsortierung einiger Seitenarme im Mündungsästuar. Dort gibt es im flachen Gelände Nebenarme, deren Fließbewegung praktisch nur durch die Gezeiten entsteht, so genannte Bolongs. Natürlich haben diese Arme auch ein Einzugsgebiet und somit Abfluss, aber keine Quelle im klassischen Sinn. Dies betrifft einen Teil der Fließgewässer, die nach Elephant Island münden. Allerdings wird der Begriff Bolong auch bei manchen Flüssen verwendet.
Der wasserreichste Zufluss ist der Koulountou. Dieser und weitere Zuflüsse sind in Mündungs-Reihenfolge (Auswahl):
| Guinea           | Senegal                                                                        | Gambia                                                                                        |
| ---------------- | ------------------------------------------------------------------------------ | --------------------------------------------------------------------------------------------- |
| - Oundou - Litti | - Tiokoye - Diarha (Termesse) - Niokolo Koba - Niéri Ko - Koulountou - Niaoulé | - Sandougou - Nianija Bolong - Sofaniama Bolong - Bao Bolong - Bintang Bolong - Koular Bolong |

## Umwelt

### Fauna
Eine Untersuchung der Ichthyofauna, also die Gesamtheit aller Fischarten im Unterlauf des Gambias bis zur Mündung in den Atlantischen Ozean, wurde von 2000 bis 2002 durchgeführt. Deren Ergebnisse wurden 2004 veröffentlicht. Der Untersuchungsraum mit den 44 Entnahmestellen der Proben umfasste den Raum nahe St. Mary’s Island, auf dem sich die gambische Hauptstadt Banjul sich befindet, bis nahe Deer Island. Deer Island befindet sich rund 220 Flusskilometer von der Mündung entfernt.
Dabei wurden 70 Fischarten, die sich in 32 Familien aufteilen, bestimmt. Die Gambia-Mündungsfischfauna wurde von dem Pseudotolithus elongatus aus der Familie der Umberfische (Sciaenidae) dominiert. Die nächsten drei häufigsten Arten waren Ethmalosa fimbriata, Ilisha africana und der Madeira-Sardine (Sardinella maderensis) jeweils aus der Familie der Heringe (Clupeidae).
| Legende: - Kat.: Bioökologische Kategorie - Co: Kontinentalarten, gelegentlich in Flussmündungen - Ce: Kontinentalarten, auch in Flussmündungen - Ec: Flussmündungsarten aus kontinentaler Herkunft - Es: Flussmündungsarten - Em: Flussmündungsarten mit Herkunft aus dem Meer - ME: Meeres-Flussmündungsarten - Ma: Meeresarten auch in Flussmündungen - Mo: Meeresarten gelegentlich in Flussmündungen - Occ: Anzahl der Proben, in denen die Art vorhanden war - %Occ: Anzahl der Proben, in denen die Art vorhanden war in Prozent - Anz.: Gesamtzahl der Individuen - Biom.: Biomasse in Gramm |

| Ordnung                                  | Familie                            | Art                                           | Kat. | Occ. | %Occ. | Anz.   | Biom.     |
| ---------------------------------------- | ---------------------------------- | --------------------------------------------- | ---- | ---- | ----- | ------ | --------- |
| Aalartige (Anguilliformes)               | Schlangenaale (Ophichthidae)       | Pisodonophis semicinctus                      | Mo   | 3    | 1,4   | 3      | 609       |
| Froschfische (Batrachoidiformes)         | Froschfische (Batrachoididae)      | Batrachoides liberiensis                      | Ma   | 6    | 2,9   | 6      | 261       |
| Hornhechtartige (Beloniformes)           | Hornhechte (Belonidae)             | Strongylura senegalensis                      | Em   | 4    | 1,9   | 4      | 210       |
| Hornhechtartige (Beloniformes)           | Hornhechte (Belonidae)             | Tylosurus acus rafale                         | Mo   | 1    | 0,5   | 1      | 242       |
| Salmlerartige (Characiformes)            | Afrikanische Salmler (Alestidae)   | Alestes baremoze                              | Co   | 8    | 3,8   | 13     | 487       |
| Salmlerartige (Characiformes)            | Afrikanische Salmler (Alestidae)   | Brycinus nurse                                | Co   | 6    | 2,9   | 8      | 309       |
| Salmlerartige (Characiformes)            | Afrikanische Salmler (Alestidae)   | Hydrocynus brevis                             | Co   | 1    | 0,5   | 1      | 386       |
| Heringsartige (Clupeiformes)             | Heringe (Clupeidae)                | Ethmalosa fimbriata                           | Em   | 97   | 46,6  | 12.583 | 503.141   |
| Heringsartige (Clupeiformes)             | Heringe (Clupeidae)                | Ilisha africana                               | Em   | 93   | 44,7  | 6.760  | 107.393   |
| Heringsartige (Clupeiformes)             | Heringe (Clupeidae)                | Pellonula leonensis                           | Ec   | 30   | 14,4  | 79     | 918       |
| Heringsartige (Clupeiformes)             | Heringe (Clupeidae)                | Madeira-Sardine (Sardinella maderensis)       | ME   | 60   | 28,8  | 3.819  | 66.180    |
| Tarpunartige (Elopiformes)               | Frauenfische (Elopidae)            | Westafrikanischer Frauenfisch (Elops lacerta) | ME   | 61   | 29,3  | 141    | 10.161    |
| Knochenzünglerartige (Osteoglossiformes) | Nilhechte (Mormyridae)             | Hyperopisus bebe                              | Co   | 4    | 1,9   | 6      | 1.549     |
| Knochenzünglerartige (Osteoglossiformes) | Nilhechte (Mormyridae)             | Riesen-Nilhecht (Mormyrops anguilloides)      | Ce   | 2    | 1,0   | 3      | 556       |
| Barschartige (Perciformes)               | Stachelmakrelen (Carangidae)       | Cavalla (Caranx hippos)                       | ME   | 5    | 2,4   | 16     | 1.262     |
| Barschartige (Perciformes)               | Stachelmakrelen (Carangidae)       | Caranx senegallus                             | ME   | 17   | 8,2   | 79     | 6.664     |
| Barschartige (Perciformes)               | Stachelmakrelen (Carangidae)       | Chloroscombrus chrysurus                      | ME   | 20   | 9,6   | 169    | 5.140     |
| Barschartige (Perciformes)               | Stachelmakrelen (Carangidae)       | Hemicaranx bicolor                            | Mo   | 14   | 6,7   | 40     | 2.563     |
| Barschartige (Perciformes)               | Stachelmakrelen (Carangidae)       | Lichia amia                                   | Ma   | 1    | 0,5   | 1      | 54        |
| Barschartige (Perciformes)               | Stachelmakrelen (Carangidae)       | Trachinotus teraia                            | Em   | 13   | 6,3   | 21     | 35.369    |
| Barschartige (Perciformes)               | Buntbarsche (Cichlidae)            | Sarotherodon melanotheron                     | Es   | 4    | 1,9   | 6      | 520       |
| Barschartige (Perciformes)               | Buntbarsche (Cichlidae)            | Guinea-Buntbarsch (Tilapia guineensis)        | Es   | 4    | 1,9   | 4      | 417       |
| Barschartige (Perciformes)               | Buntbarsche (Cichlidae)            | Tylochromis jentinki                          | Es   | 2    | 1,0   | 2      | 483       |
| Barschartige (Perciformes)               | Sichelfische (Drepaneidae)         | Drepane africana                              | ME   | 11   | 5,3   | 29     | 1.616     |
| Barschartige (Perciformes)               | Schläfergrundeln (Eleotridae)      | Bostrychus africanus                          | Es   | 1    | 0,5   | 1      | 28        |
| Barschartige (Perciformes)               | Spatenfische (Ephippidae)          | Chaetodipterus lippei                         | Ma   | 3    | 1,4   | 6      | 273       |
| Barschartige (Perciformes)               | Mojarras (Gerreidae)               | Eucinostomus melanopterus                     | ME   | 5    | 2,4   | 10     | 336       |
| Barschartige (Perciformes)               | Mojarras (Gerreidae)               | Gerres nigri                                  | Es   | 4    | 1,9   | 43     | 2.524     |
| Barschartige (Perciformes)               | Grundeln (Gobiidae)                | Nematogobius maindroni                        | Es   | 1    | 0,5   | 1      | 1         |
| Barschartige (Perciformes)               | Grundeln (Gobiidae)                | Porogobius schlegelii                         | Es   | 3    | 1,4   | 3      | 5         |
| Barschartige (Perciformes)               | Süßlippen und Grunzer (Haemulidae) | Brachydeuterus auritus                        | ME   | 9    | 4,3   | 18     | 269       |
| Barschartige (Perciformes)               | Süßlippen und Grunzer (Haemulidae) | Plectorhinchus macrolepis                     | Em   | 2    | 1,0   | 2      | 2.552     |
| Barschartige (Perciformes)               | Süßlippen und Grunzer (Haemulidae) | Pomadasys jubelini                            | Em   | 11   | 5,3   | 33     | 2.416     |
| Barschartige (Perciformes)               | Süßlippen und Grunzer (Haemulidae) | Pomadasys perotaei                            | Em   | 5    | 2,4   | 14     | 622       |
| Barschartige (Perciformes)               | Flossenblätter (Monodactylidae)    | Seba-Flossenblatt (Monodactylus sebae)        | Es   | 45   | 21,6  | 150    | 10.685    |
| Barschartige (Perciformes)               | Meeräschen (Mugilidae)             | Liza dumerili                                 | Em   | 1    | 0,5   | 1      | 45        |
| Barschartige (Perciformes)               | Meeräschen (Mugilidae)             | Liza falcipinnis                              | Em   | 39   | 18,8  | 259    | 14.503    |
| Barschartige (Perciformes)               | Meeräschen (Mugilidae)             | Liza grandisquamis                            | Em   | 67   | 32,2  | 851    | 53.373    |
| Barschartige (Perciformes)               | Meeräschen (Mugilidae)             | Mugil bananensis                              | ME   | 1    | 0,5   | 1      | 73        |
| Barschartige (Perciformes)               | Meeräschen (Mugilidae)             | Großkopfmeeräsche (Mugil cephalus)            | ME   | 1    | 0,5   | 2      | 186       |
| Barschartige (Perciformes)               | Fadenflosser (Polynemidae)         | Galeoides decadactylus                        | ME   | 31   | 14,9  | 236    | 7.676     |
| Barschartige (Perciformes)               | Fadenflosser (Polynemidae)         | Pentanemus quinquarius                        | Ma   | 49   | 23,6  | 445    | 17.027    |
| Barschartige (Perciformes)               | Fadenflosser (Polynemidae)         | Fingerfisch (Polydactylus quadrifilis)        | ME   | 81   | 38,9  | 162    | 74.808    |
| Barschartige (Perciformes)               | Umberfische (Sciaenidae)           | Pseudotolithus brachygnathus                  | ME   | 48   | 23,1  | 142    | 16.849    |
| Barschartige (Perciformes)               | Umberfische (Sciaenidae)           | Pseudotolithus elongatus                      | Em   | 201  | 96,6  | 19.336 | 1.223.993 |
| Barschartige (Perciformes)               | Umberfische (Sciaenidae)           | Pseudotolithus senegalensis                   | Ma   | 34   | 16,3  | 180    | 6.107     |
| Barschartige (Perciformes)               | Umberfische (Sciaenidae)           | Pseudotolithus typus                          | ME   | 15   | 7,2   | 55     | 7.766     |
| Barschartige (Perciformes)               | Umberfische (Sciaenidae)           | Boe-Umberfisch (Pteroscion peli)              | ME   | 10   | 4,8   | 83     | 744       |
| Barschartige (Perciformes)               | Umberfische (Sciaenidae)           | Umbrina ronchus                               | Mo   | 1    | 0,5   | 1      | 15        |
| Barschartige (Perciformes)               | Barrakudas (Sphyraenidae)          | Sphyraena afra                                | ME   | 11   | 5,3   | 16     | 2.177     |
| Barschartige (Perciformes)               | Barrakudas (Sphyraenidae)          | Sphyraena guachancho                          | ME   | 5    | 2,4   | 7      | 552       |
| Barschartige (Perciformes)               | Haarschwänze (Trichiuridae)        | Trichiurus lepturus                           | ME   | 13   | 6,3   | 25     | 4.909     |
| Plattfische (Pleuronectiformes)          | Hundszungen (Cynoglossidae)        | Cynoglossus senegalensis                      | Em   | 97   | 46,6  | 216    | 30.294    |
| Plattfische (Pleuronectiformes)          | Scheinbutte (Paralichthyidae)      | Citharichthys stampflii                       | Em   | 17   | 8,2   | 23     | 374       |
| Plattfische (Pleuronectiformes)          | Seezungen (Soleidae)               | Synaptura cadenati                            | Mo   | 2    | 1,0   | 2      | 13        |
| Rajiformes                               | Stechrochen (Dasyatidae)           | Fontitrygon margarita                         | Em   | 7    | 3,4   | 11     | 9.875     |
| Rajiformes                               | Stechrochen (Dasyatidae)           | Fontitrygon margaritella                      | Em   | 3    | 1,4   | 5      | 2.700     |
| Rajiformes                               | Stechrochen (Dasyatidae)           | Dasyatis ukpam                                | Mo   | 2    | 1,0   | 2      | 15.500    |
| Rajiformes                               | Schmetterlingsrochen (Gymnuridae)  | Gymnura micrura                               | Mo   | 2    | 1,0   | 3      | 7.838     |
| Welsartige (Siluriformes)                | Kreuzwelse (Ariidae)               | Arius heudelotii                              | ME   | 15   | 7,2   | 52     | 10.114    |
| Welsartige (Siluriformes)                | Kreuzwelse (Ariidae)               | Arius latiscutatus                            | ME   | 73   | 35,1  | 489    | 63.875    |
| Welsartige (Siluriformes)                | Kreuzwelse (Ariidae)               | Arius parkii                                  | ME   | 37   | 17,8  | 115    | 10.557    |
| Welsartige (Siluriformes)                | Stachelwelse (Bagridae)            | Chrysichthys johnelsi                         | Ce   | 14   | 6,7   | 15     | 502       |
| Welsartige (Siluriformes)                | Stachelwelse (Bagridae)            | Chrysichthys maurus                           | Ec   | 46   | 22,1  | 109    | 6.940     |
| Welsartige (Siluriformes)                | Stachelwelse (Bagridae)            | Chrysichthys nigrodigitatus                   | Ec   | 60   | 28,8  | 113    | 28.662    |
| Welsartige (Siluriformes)                | Kiemensackwelse (Clariidae)        | Clarias anguillaris                           | Co   | 1    | 0,5   | 2      | 4.400     |
| Welsartige (Siluriformes)                | Mochokidae                         | Synodontis batensoda                          | Co   | 25   | 12,0  | 617    | 27.929    |
| Barschartige (Perciformes)               | Fadenflosser (Polynemidae)         | Synodontis gambiensis                         | Ce   | 89   | 42,8  | 1.980  | 101.591   |
| Barschartige (Perciformes)               | Glaswelse (Schilbeidae)            | Schilbe intermedius                           | Ce   | 43   | 20,7  | 266    | 5.638     |
| Kugelfischverwandte (Tetraodontiformes)  | Kugelfische (Tetraodontidae)       | Ephippion guttifer                            | ME   | 15   | 7,2   | 37     | 2.588     |

## Sehenswürdigkeiten und Bauwerke
Im Fluss – nahe Juffure – liegt die Insel Kunta Kinteh Island, die bis 2011 unter dem Namen James Island bekannt war, mit dem Fort James, ein Platz, an dem früher Sklavenhandel betrieben wurde, und ein Ort, der zum UNESCO-Welterbe erklärt wurde.

## Verkehr
Von seegängigen Schiffen kann der Unterlauf des Gambia bis ungefähr 248 Kilometer hinein nahe dem Ort Kuntaur befahren werden. Kleinere Schiffe erreichen nach weiteren 229 Kilometern, knapp 477 Kilometer von der Mündung entfernt, die Ortschaft Fatoto.
Seit 2019 ersetzt die Senegambia Bridge die Fährverbindung Bamba Tenda–Yeli Tenda, die besonders für den Transitverkehr Senegals durch Gambia auf der Transgambienne von Bedeutung ist. Sie hat eine maximale Durchfahrtshöhe von 20 Meter, sodass die meisten Schiffe problemlos passieren können. im Osten Gambias, bei Basse Santa Su und Fatoto gibt es seit 2022 zwei weitere Brücken. Im Südosten Senegals führt eine Brücke für die N 6 bei der Ortschaft Gouloumbou über den Fluss und weiter flussaufwärts zwei Brücken für die N 7 bei Mako und Kédougou.
Von nationaler Bedeutung für Gambia ist die Fährverbindung Banjul–Barra, die nahe der Gambia-Mündung in den Atlantik die Hauptstadt des Landes auf dem Südufer mit dem Landesteilen auf dem Nordufer verbindet.